# Anthony Sullivan (người chào hàng trên TV)
Anthony John "Sully" Sullivan (sinh ngày 11 tháng 2 năm 1969) là một chuyên gia động lực, nhà sản xuất và người bán hàng truyền thông ở Anh, nổi tiếng với vai trò trong quảng cáo truyền hình. Ông là người sáng lập và Giám đốc điều hành của Sullivan Productions, Inc., nơi phát triển và ra mắt các thương hiệu mới như các sản phẩm OxiClean và các quảng cáo thương mại cho Church &amp; Dwight.

## Cuộc sống và sự nghiệp ban đầu
Sullivan sinh ra ở Devon, Anh năm 1969. Đầu những năm 1990, anh chuyển đến Hoa Kỳ và hợp tác với một công ty sản xuất để tạo ra "Cây lau nhà thông minh". Vài năm sau, anh ra mắt nó trên Mạng mua sắm tại nhà (HSN), nơi anh gặp đối tác kinh doanh và người bạn tương lai Billy Mays. Vào giữa những năm 1990, HSN đã thuê Sullivan làm người dẫn chương trình mạng. Năm 1998, anh rời HSN và thành lập Sullivan Productions tại Tampa, Florida.
Công ty sản xuất của ông sản xuất quảng cáo và nội dung cho các thương hiệu như OxiClean, H20 Steam Brand, Nutrisystem, Arm &amp; Hammer và Swivel Sweeper. Ông đã giúp nhân vật nổi tiếng đa dạng hóa lợi ích của họ như đã thấy với việc ra mắt Aero Knife của Đầu bếp Ming Tsai và dòng sản phẩm chăm sóc da Serious của Jennifer Flavin. Anh ấy xuất hiện thường xuyên trên HSN.
Anh ấy đã được giới thiệu trên chương trình Eco-Challenge Fiji của USA Network, 1 vs. 100 của NBC, Rachael Ray, Good Morning America, The Today Show, Hollywood 411, Access Hollywood, Inside Edition, BBC Cuối tuần định mệnh của Louis Theroux trên kênh BBC 2 và The Tonight Show with Conan O'Brien, cũng như các chương trình tin tức trên MSNBC, ABC, CBS, BBC và Fox News Channel.   Ông cũng được giới thiệu trong các bài báo trên Thời báo Los Angeles, Thời báo New York, Hoa Kỳ ngày nay, Thời báo St. Petersburg, Thời đại quảng cáo, Tạp chí Fortune, Playboy, và nhiều ấn phẩm khác. \

## Người chào hàng trên TV
Sullivan đóng vai chính trong loạt phim thực tế Discovery Channel, PitchMen. Trong mùa đầu tiên, anh đóng chung với Billy Mays. Sau cái chết của Mays năm 2009, Sullivan trở thành ngôi sao duy nhất trong phần hai. Chương trình theo dõi cách các sản phẩm mới được lựa chọn bởi công ty liên kết với công ty DRTV Telebrands và Giám đốc điều hành của nó, AJ Khubani, nguồn gốc của sản phẩm và nhà phát minh của họ, và sản xuất quảng cáo.
Sullivan và Mays xuất hiện trong tập 23 Tonight 2009 của The Tonight Show with Conan O'Brien. Sau cái chết của Mays, Sullivan trở thành người phát ngôn cho dòng sản phẩm OxiClean từ Church &amp; Dwight.

## Các hoạt động khác
Sullivan đã thi đấu trong các cuộc đua bao gồm cuộc thi ba môn phối hợp của St. Anthony ở Tampa, Florida và New York City Marathon ở New York.